# Canadian Space Agency

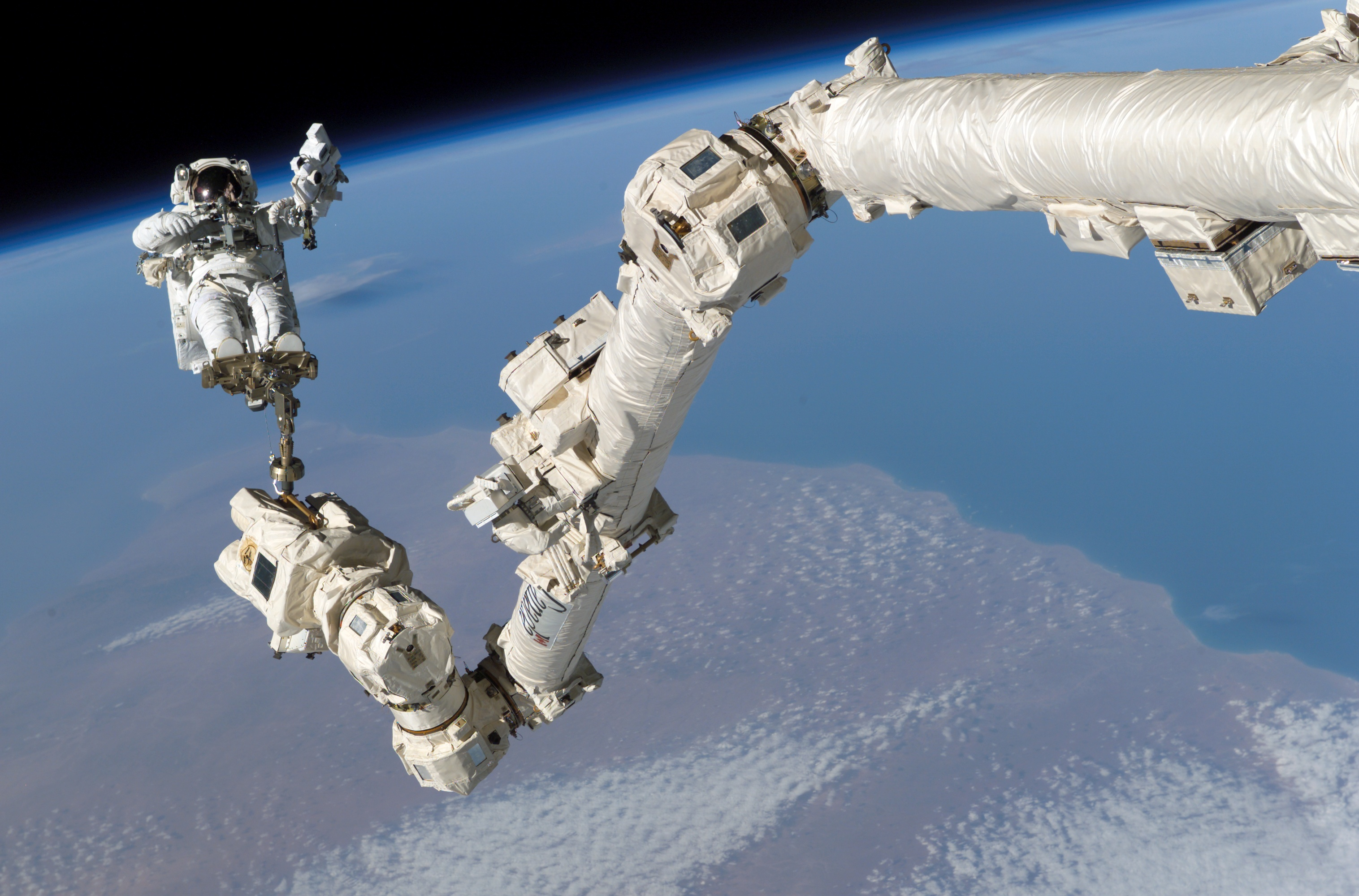
Astronaut Stephen Robinson hangt aan de Canadarm2 tijdens STS-114.

Het Canadian Space Agency (afgekort CSA; Frans: agence spatiale canadienne of ASC; Nederlands: Canadese ruimtevaartagentschap), is de ruimtevaartorganisatie van Canada en is opgericht op 14 december 1989 door de Canadese overheid.
Het hoofdkantoor is gevestigd in het John H. Chapman Space Centre in Saint-Hubert, Quebec. Ook staan er kantoren bij het David Florida Laboratory in Ottawa, Ontario, en een aantal kleinere kantoren in Washington, D.C., Parijs, Cape Canaveral, Florida, en Houston, Texas.
Het CSA is een kleine ruimtevaartorganisatie met 575 personeelsleden en 100 studenten en vakantiewerkers. Hiervan is het grootste deel werkzaam bij het Chapman Centre.
Het CSA heeft een robotarm gemaakt voor de Spaceshuttle van de NASA: de Canadarm; en ook heeft het CSA een robotarm Canadarm2 en de rest van het Mobile Servicing System voor het ISS gemaakt.
In 2019 besloot premier Trudeau dat het CSA minimaal 24 jaar bijdraagt aan NASA’s Lunar Gateway-programma waarbij een permanent bemande maanbasis tot stand moet komen.

## Canadezen in de ruimte
Er zijn negen Canadezen in de ruimte geweest in 17 missies.
| Naam              | Shuttle    | Missie                       | Lancering datum   | Opmerking                                |
| ----------------- | ---------- | ---------------------------- | ----------------- | ---------------------------------------- |
| Marc Garneau      | Challenger | STS-41-G                     | 5 oktober 1984    | Eerste Canadees in de ruimte             |
| Roberta Bondar    | Discovery  | STS-42                       | 22 januari 1992   | Eerste Canadese vrouw in de ruimte       |
| Steven MacLean    | Columbia   | STS-52                       | 22 oktober 1992   |                                          |
| Chris Hadfield    | Atlantis   | STS-74                       | 12 november 1995  | Enige Canadees die de Mir bezocht        |
| Marc Garneau      | Endeavour  | STS-77                       | 19 mei 1996       |                                          |
| Robert Thirsk     | Columbia   | STS-78                       | 20 juni 1996      |                                          |
| Bjarni Tryggvason | Discovery  | STS-85                       | 7 augustus 1997   |                                          |
| Dafydd Williams   | Columbia   | STS-90                       | 17 april 1998     |                                          |
| Julie Payette     | Discovery  | STS-96                       | 27 mei 1999       | Eerste Canadees die het ISS bezocht      |
| Marc Garneau      | Endeavour  | STS-97                       | 30 november 2000  | ISS missie                               |
| Chris Hadfield    | Endeavour  | STS-100                      | 19 april 2001     | Eerste ruimtewandeling door een Canadees |
| Steven MacLean    | Atlantis   | STS-115                      | 9 september 2006  | Tweede ruimtewandeling door een Canadees |
| Dafydd Williams   | Endeavour  | STS-118                      | 27 augustus 2007  | Derde ruimtewandeling door een Canadees  |
| Robert Thirsk     | Sojoez-FG  | Sojoez TMA-15                | 17 mei 2009       |                                          |
| Julie Payette     | Endeavour  | STS-127                      | 15 juli 2009      |                                          |
| Guy Laliberté     | Sojoez-FG  | Sojoez TMA-16, Sojoez TMA-14 | 30 september 2009 |                                          |
| Chris Hadfield    | Sojoez-FG  | Sojoez TMA-07M               | 19 december 2012  |                                          |